# لوئیس تامپسون پرستون
لوئیس تامپسون پرِستون (به انگلیسی: Lewis Thompson Preston) (زاده ۵ اوت ۱۹۲۶ – درگذشته ۴ مه ۱۹۹۵)، هشتمین رئیس بانک جهانی از سپتامبر ۱۹۹۱ تا زمان مرگش در مه ۱۹۹۵ بود.
وی پس از خدمت در سپاه تفنگداران دریایی آمریکا (به اصطلاح مارین) در طول جنگ جهانی دوم، از دانشگاه هاروارد در رشته تاریخ فارغ‌التحصیل شد، سپس در جی‌پی مورگان چیس، جایی که او عضو هیئت مدیره و سپس مدیر عامل شرکت در سال ۱۹۸۰ شد، کار می‌کرد.